# Tugio di Giunta
Tugio di Giunta (fl. XIV-XV secolo) è stato un ceramista italiano, attivo fra la seconda metà del Trecento e i primi due decenni del Quattrocento. Originario di Bacchereto, è certamente a Firenze nel 1369, ed impianta la sua bottega nel quartiere di Santo Spirito, lungo l'attuale via Romana, già via di San Piero Gattolino. Sposa Angiola e ha tre figli, fra i quali è il secondogenito Giunta a prendere le redini dell'attività di famiglia alla sua morte, avvenuta nel 1419.